# Сагатыньский, Ян
Ян Сагаты́ньский (Сагатинский; пол. Jan Sagatyński; ум. в 1844 г.) — польский мемуарист.

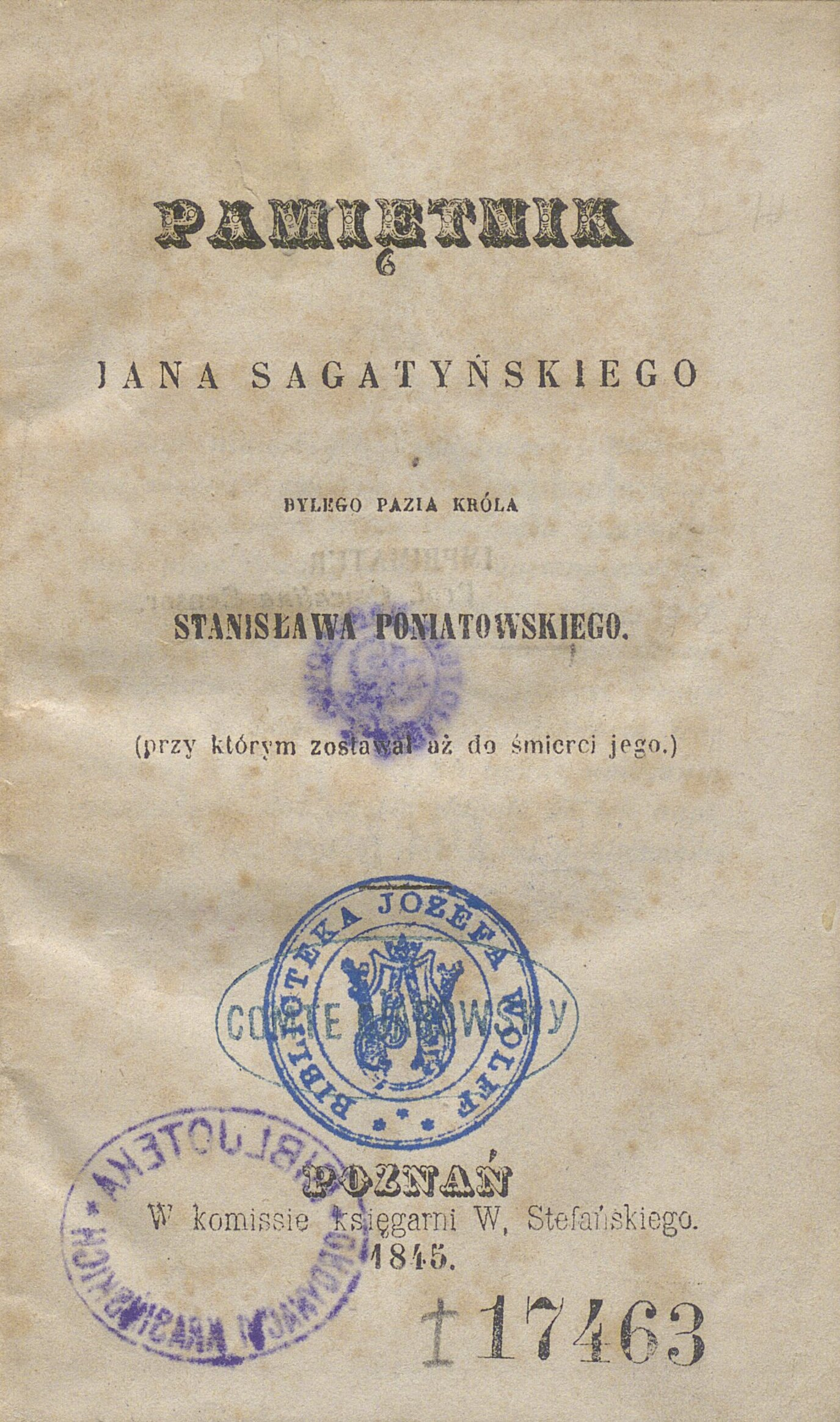
Первая страница «Мемуаров» Яна Сагаты́ньского. 1845 г.

Был пажом последнего польского короля Станислава Августа c 1794 года до его смерти в 1798 году в Санкт-Петербурге. Как писала о Сагатыньском Энциклопедия Брокгауза и Ефрона (опираясь на оценку Ф. М. Собещаньского во Всеобщей энциклопедии Оргельбранда), «блистал при дворе остроумием и неисчерпаемой весёлостью. Помимо остроумия, отличался даром рассказчика. Критиковал общество своей эпохи, не задевая никого в отдельности».
В дальнейшем до 1830 года жил в Варшаве, затем в Галиции, где и умер.
При жизни опубликовал путевые заметки о своём путешествии в Италию (пол. Podróż do Włoch; 1806). После его смерти появились его «Воспоминания бывшего пажа Станислава Понятовского, остававшегося рядом с ним до самой его смерти» (пол. Pamiętnik byłego pazia Stanisława Poniatowskiego, przy którym zostawał aż do śmierci"; Познань, 1845).